# Osborn Islands
Le Osborn Islands (nome aborigeno Pelaga) sono un gruppo di isole situate nel golfo Admiralty, lungo la costa nord dell'Australia Occidentale, nelle acque dell'oceano Indiano. Appartengono alla Local government area della Contea di Wyndham-East Kimberley, nella regione di Kimberley. Il luogo abitato più vicino è Kalumburu situato a est del gruppo di isole. A nord-ovest, sempre all'interno del golfo Admiralty, si trova il gruppo delle Institut Islands.

## Le isole
La maggiore isola del gruppo è Middle Osborn Island, seguita da South West Osborn.
| Isola             | Area (ha) | Coordinate             |
| ----------------- | --------- | ---------------------- |
| Borda             | 728       | 14°14′18″S 126°00′00″E |
| Carlia            | 450       | 14°22′19″S 125°59′07″E |
| Kidney            | 220       | 14°19′49″S 125°58′53″E |
| Middle Osborn     | 2252      | 14°19′S 126°00′E       |
| South West Osborn | 1326      | 14°21′43″S 125°56′57″E |
| Steep Head        | 590       | 14°26′25″S 125°59′57″E |

Fanno inoltre parte del gruppo tre piccoli isolotti: Centre Rock (14°19′31″S 125°56′38″E), North Rock (14°12′17″S 126°02′50″E) e West Rock (14°19′33″S 125°55′28″E).

## Toponimo
Le isole sono state così chiamate da Phillip Parker King nel 1819 in onore di Sir John Osborn, uno dei Lord dell'Ammiragliato.